# Ndoe
Die Sprache Ndoe (ISO 639-3: nbb) ist eine ekoide Sprache, die von insgesamt 7.340 Sprechern (2000) im nigerianischen Bundesstaat Cross River gesprochen wird.
Die Sprache hat die Dialekte ekparabong (auch akparabong genannt) und balep (anep oder anyep), welche von den zwei Volksgruppen Ekparabong und Anep gesprochen werden.
Die Sprache selbst zählt zur Sprachgruppe der südbantoiden Sprachen innerhalb der Niger-Kongo-Sprachfamilie.